# Zesgehuchten
Zesgehuchten est une ancienne commune des Pays-Bas, située dans la province du Brabant-Septentrional
La commune de Zesgehuchten, dont le nom signifie six hameaux, était composé de six localités : un village, Hoog-Geldrop, et cinq hameaux, Genoenhuis, Gijzenrooi, Hout, Hulst et Riel. Ces six localités ont de tout temps formé une unité. Avant d'être érigé en commune, Zesgehuchten faisait partie de la seigneurie de Heeze, Leende en Zesgehuchten.
En 1840, la commune comptait 159 maisons et 919 habitants.
Le 1er mai 1923, la commune est supprimée et son territoire rattaché à Geldrop. En 1972, la partie occidentale de Zesgehuchten, y compris le hameau de Riel, fut détaché de Geldrop et rattachée à Eindhoven.

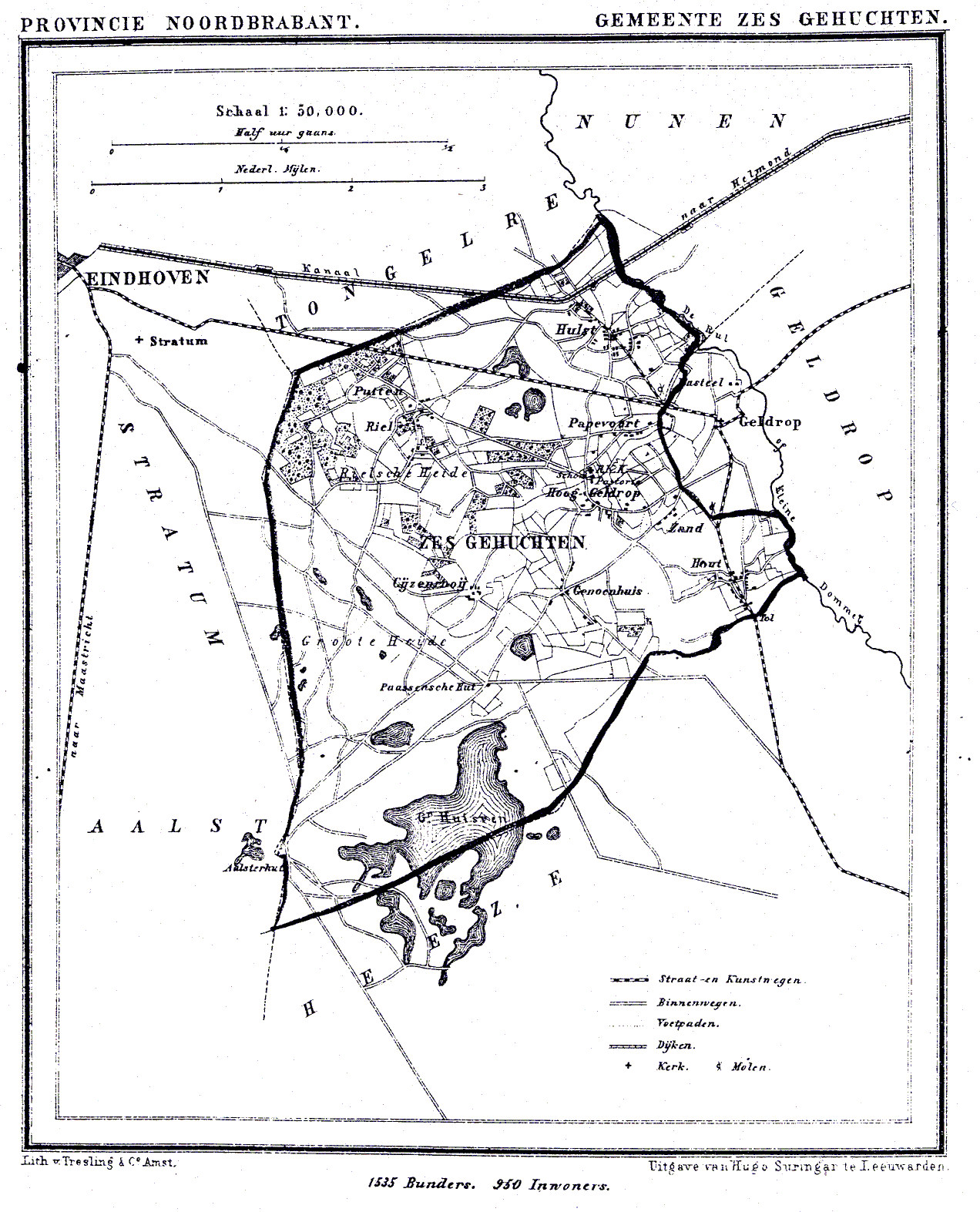
Carte de Zesgehuchten en 1866